# Stennässjön, Lappland
Stennässjön är en sjö i Lycksele kommun i Lappland och ingår i Umeälvens huvudavrinningsområde. Sjön har en area på 0,605 kvadratkilometer och ligger 330,1 meter över havet. Sjön avvattnas av vattendraget Älgträskbäcken.

## Delavrinningsområde
Stennässjön ingår i det delavrinningsområde (717226-162325) som SMHI kallar för Inloppet i Skovelträsket. Medelhöjden är 350 meter över havet och ytan är 14,61 kvadratkilometer. Det finns inga avrinningsområden uppströms utan avrinningsområdet är högsta punkten. Älgträskbäcken som avvattnar avrinningsområdet har biflödesordning 3, vilket innebär att vattnet flödar genom totalt 3 vattendrag innan det når havet efter 159 kilometer. Avrinningsområdet består mestadels av skog (85 procent). Avrinningsområdet har 0,88 kvadratkilometer vattenytor vilket ger det en sjöprocent på 6 procent.